# 安德鲁·阿斯特伯里
安德鲁·阿斯特伯里（英語：Andrew Astbury，1960年11月29日—），英国男子游泳运动员。他曾代表英国参加1980年和1984年夏季奥林匹克运动会游泳比赛，其中1984年奥运会获得一枚铜牌。